# Hiliuți (Rîșcani)
Hiliuți è un comune della Moldavia situato nel distretto di Rîșcani di 2.476 abitanti al censimento del 2004